# Parafia Niepokalanego Serca Najświętszej Maryi Panny w Grudziądzu
Parafia Niepokalanego Serca Najświętszej Maryi Panny w Grudziądzu – parafia rzymskokatolicka w diecezji toruńskiej, w dekanacie Grudziądz I, z siedzibą w Grudziądzu. Erygowana 1 lipca 1971.
Proboszczem parafii jest ks. Dariusz Hirsch MIC.

## Historia
1 lipca 1971 została powołana parafia, przy kościele poewangelickim w Grudziądzu, przez biskupa chełmińskiego Kazimierza Józefa Kowalskiego.

## Kościół parafialny
Kościół parafialny wybudowany w latach 1896–1898 dla luteran w stylu neogotyku nadwiślańskiego, w 1958 przejęty przez katolików, poświęcony 9 sierpnia 1958.

## Zasięg parafii
Ulice: Armii Krajowej, Bema, Bociania, Skłodowskiej, Derdowskiego, Działyńskich, Filomatów, Jesienna, Jalkowskiego, Kochanowskiego, Kosynierów Gdyńskich, Kurpiowska, Łyskowskiego, Malinowskiego, Mickiewicza, Mikołaja z Ryńska, Młyńska, Modrzewskiego, PCK, Piłsudskiego, Przechodnia, Sienkiewicza, Sikorskiego, Tysiąclecia.